# Thore Soneson
Thore Soneson, Claes Tore Sonesson, född 28 juli 1953 i Tottarps församling i dåvarande Malmöhus län, är en svensk journalist, manusförfattare, medieproducent och skribent. Utbildad vid Journalisthögskolan Stockholm, Dramatiska Institutet, Malmö Högskola. 
Han startade frilansgruppen Grupp Fem i Lund 1975 med fotografen Micke Berg, är tillsammans med Håkan Lahger, Bengt Eriksson och Mats Lundgren grundare till den svenska rocktidningen Schlager, 1980. 
Thore Soneson har arbetat som frilansande journalist, programledare och skribent för bland annat Dagens Nyheter, Rikets Kultur SVT, tidskrifter som Film&TV och F. Gav 1984 ut "Rockboken" tillsammans med fotograferna Joakim Strömholm, Mats Bäcker och Lars Torndahl. Tillsammans med Bengt Eriksson gav han ut antologin "Best of Schlager" 2011 (Reverb förlag).  
Som manusförfattare och filmare har Thore Soneson producerat kortfilmer, kommunikationsfilm och arbetat som lektör för ett antal filmbolag och Sveriges Television. Undervisar idag på Högskolan Kristianstad på programutbildningen Digital Design. 

## Film / Manus
- Yasemin på flykt - svensk TV-serie 1992
- Det sjunde skottet - svensk spelfilm 1998 (SFI - svensk filmdatabas)
- In Search of the Militant Code - mockumentary short movie 2008